# Jarek Szopinski
Jarek Szopinski (Estados Unidos, 19 de enero de 2000) es un jugador profesional estadounidense de rugby que se desempeña en la posición de wing izquierdo en Dallas Jackals, equipo perteneciente a la liga Major League Rugby.

## Carrera
En 2021, Szopinski se unió al equipo Dallas Harlequins RFC (2021-2023), después pasó a Dallas Jackals, disputando su primera temporada en la Major League Rugby.